# جوش بارفيلد
جوش بارفيلد (بالإنجليزية: Josh Barfield)‏ هو لاعب كرة قاعدة أمريكي، ولد في 17 ديسمبر 1982 في باركيسيميتو في فنزويلا.

## وصلات خارجية
- جوش بارفيلد على موقع دوري كرة القاعدة الرئيسي (الإنجليزية)
- جوش بارفيلد على موقعبيزبول رفرنس.كوم (الدوري الرئيسي) (الإنجليزية)
- جوش بارفيلد على موقعبيزبول رفرنس.كوم (الدوري الثانوي) (الإنجليزية)
- جوش بارفيلد على موقع إي إس بي إن.كوم (أم.أل.بي) (الإنجليزية)
- جوش بارفيلد على موقع مشجعي الرسوم البيانية (الإنجليزية)